# فاوست (فیلم ۱۹۶۰)
«فاوست» (انگلیسی: Faust) فیلمی در ژانر فانتزی است که در سال ۱۹۶۰ منتشر شد.